# Koškovec
Koškovec is een plaats in de gemeente Maruševec in de Kroatische provincie Varaždin. De plaats telt 235 inwoners (2001).